# Klaffen
De Klaffen is een berg in de deelstaat Beieren, Duitsland. De berg heeft een hoogte van 1829 meter.
De Klaffen is onderdeel van het Estergebergte, dat weer deel uitmaakt van de Bayerische Voralpen.